# Гулярело Ачайоли
Гулярело Ачяйоли (на италиански: Gugliarello Acciaiuoli) е родоначалник през XII век на знатната фамилия Ачайоли.
Той е търговец от Бреша и се установява през 1160 г. във Флоренция. Той е прародител на Томазо Ачайоли, политик от Флоренция през 1278 г., и на Анджело Ачайоли, епископ на Флоренция (1298 – 1357). Неговите наследници управляват Атинското херцогство oт 1390 до 1460 г. и се свързват с рода Медичи чрез женитбата на Лаудомия Ачайоли през 1451 г. за Пиерфранческо де Медичи Стари.